# 磺胺二甲氧嘧啶
磺胺二甲氧嘧啶是一种磺胺类药物，其INN名称是“Sulfadimethoxine”。该药物可用于治疗呼吸道、泌尿道等部的细菌感染等病症。该药物在血液中的半衰期暂时未知，在大鼠体内的LD50（半致死量）为1.7027mol/kg。该药物目前主要用作兽药。